# Fly Cham
Fly Cham – syryjska linia lotnicza z siedzibą w Damaszku. Hubem linii jest port lotniczy Damaszek z którego realizuje połączenia do 9 portów docelowych w regionie Bliskiego Wschodu.

## Historia
Fly Cham została założona w 2025 jako prywatna linia lotnicza z finansowaniem ze Zjednoczonych Emiratów Arabskich. 5 czerwca linia przejęła wraz z całą flotą i oznaczeniem Cham Wings. 11 czerwca na trasie z Damaszku do Abu Zabi odbył się inauguracyjny lot przewoźnika.

## Flota
Według stanu na lipiec 2025 flota Fly Cham składała się z 5 samolotów pasażerskich o średnim wieku 27,5 lat:
| Samolot         | Samolot | Samolot   | Liczba miejsc | Liczba miejsc | Uwagi |
| Model           | Aktywne | Zamówione | E             | Łącznie       | Uwagi |
| --------------- | ------- | --------- | ------------- | ------------- | ----- |
| Airbus A320-200 | 5       | –         | 174           | 174           |       |
| Łącznie         | 5       | 0         |               |               |       |